# Agora

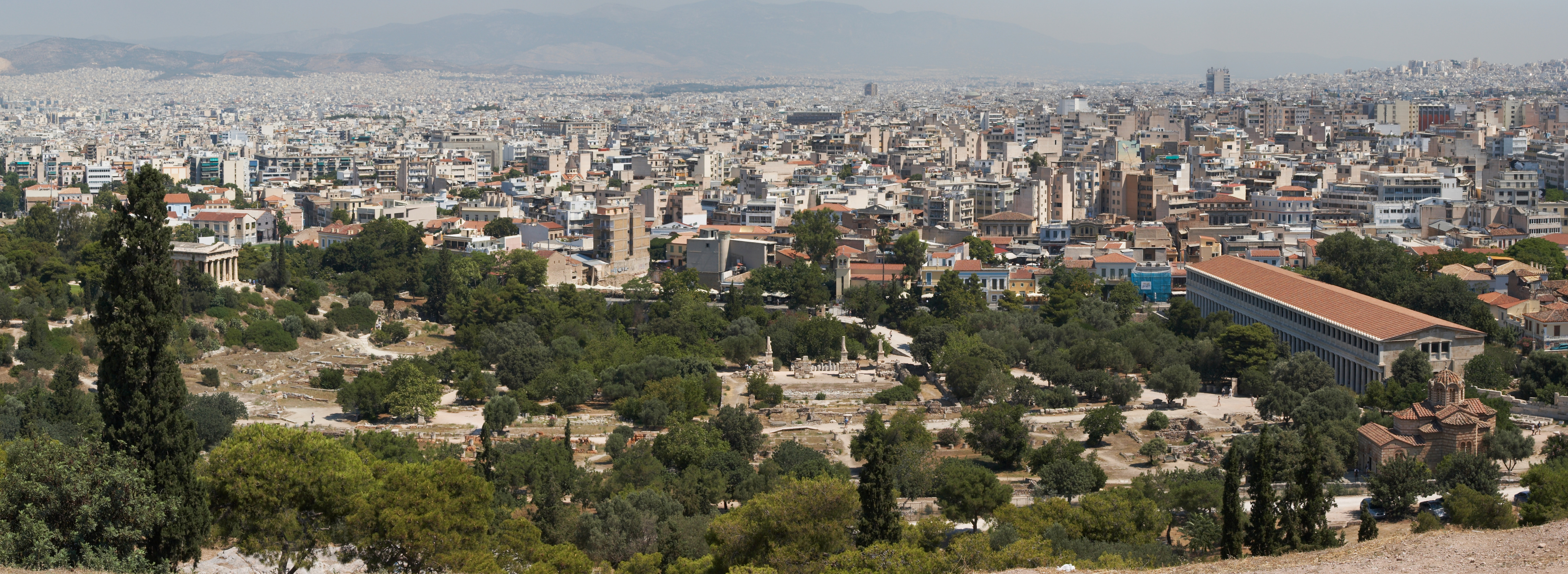
Agora v Athénách z Akropole, vpravo rekonstruované Attalovo sloupořadí

Agora (řecky αγορά neboli αγορα, u Homéra lidové shromáždění a odtud i shromaždiště) znamená shromaždiště uprostřed starověkého města, kde se odehrával veřejný život.

## Agora a svobodný občan
Původně byla agora jen volné místo, kde se konaly trhy (zejména dopoledne), ale hlavně shromáždiště svobodných občanů, nezbytná součást starověkých řeckých poleis - městských států. Zde se konaly veřejné bohoslužby, vojenská cvičení, vyhlašovala se rozhodnutí panovníka nebo rady. Později se kolem agory stavěly důležité veřejné budovy jako městská rada (búleutérion) a prytaneion, chrámy a v bohatých městech lázně, honosná sloupořadí (stoa), která poskytovala stín a chránila proti dešti.

Svobodný občan byl ten, kdo mohl většinu času trávit na (politické) agoře a věnovat se tak záležitostem obce. Aristotelés v Politice zastával názor, že veřejná (politická) agora jako shromaždiště občanů musí být oddělena od tržiště, kde se obchoduje. U tržiště má být i úřad dozoru nad trhem a další úřady. V Athénách na agoře působili úředníci zvaní agoránomové, kteří dohlíželi, aby zboží na tržišti bylo čisté a neporušené. Kromě toho vybírali poplatky od cizích obchodníků za povolení k prodeji zboží. Ve starší době také dbali o dodržování stanovených měr a vah a provinilcům ukládali pokuty.

## Historie
První agory se objevovaly v 8. století př. n. l. Nejznámější na světě je agora v Athénách. Agora ve Smyrně (dnešní Izmir) je jedna z nejlépe zachovaných. Největší zachovaná agora (196 x 164 m) je v maloasijském městě Milétu.
Ve starověkém Římě plnilo podobnou funkci fórum a ve středověkých městech náměstí. Také zde byly obě funkce často odděleny, například jako „horní“ a „dolní“ náměstí.
Od slova agora je odvozeno například slovo agorafobie, čili strach z otevřených prostranství.

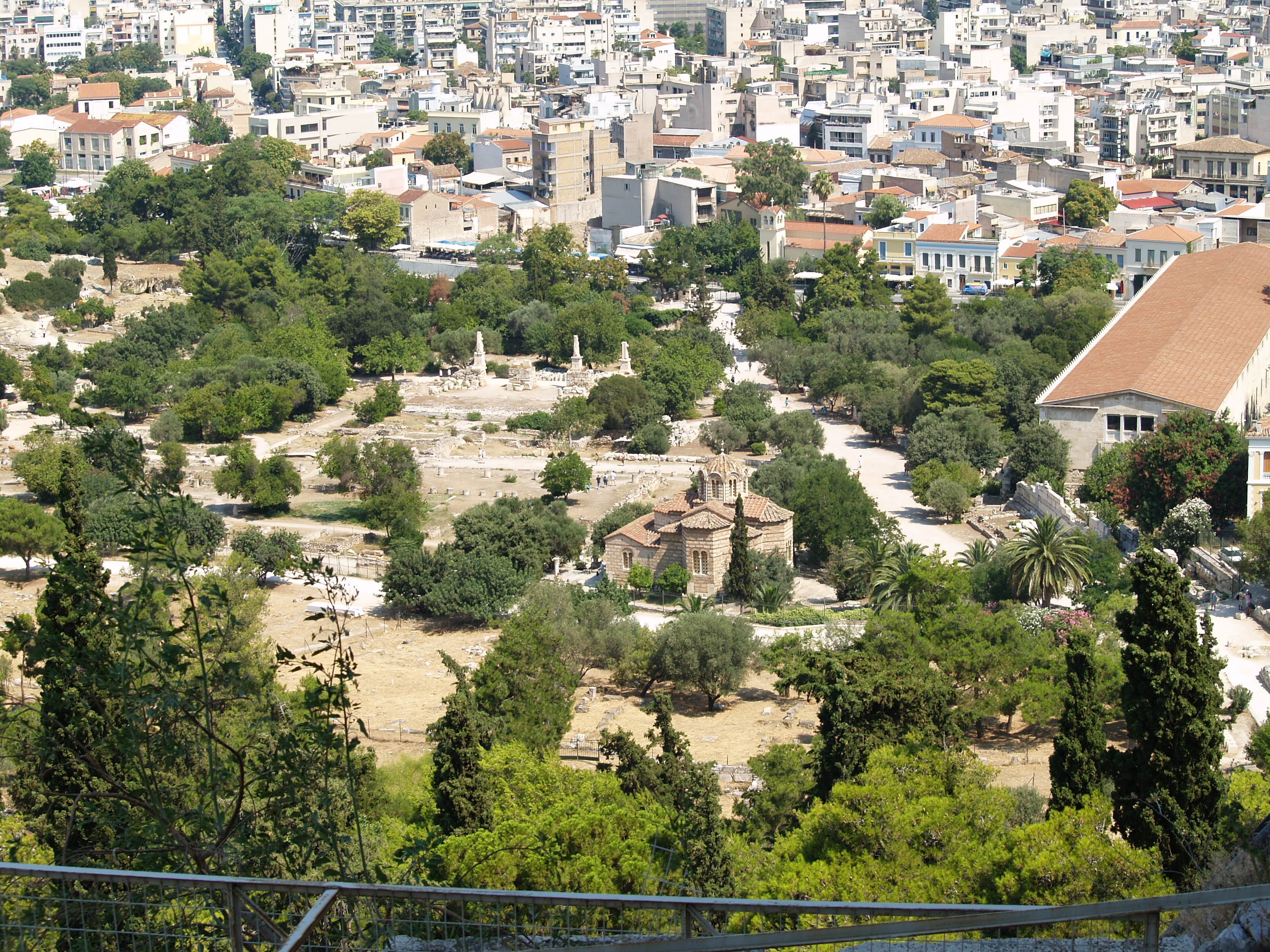
Zbytky agory v Athénách
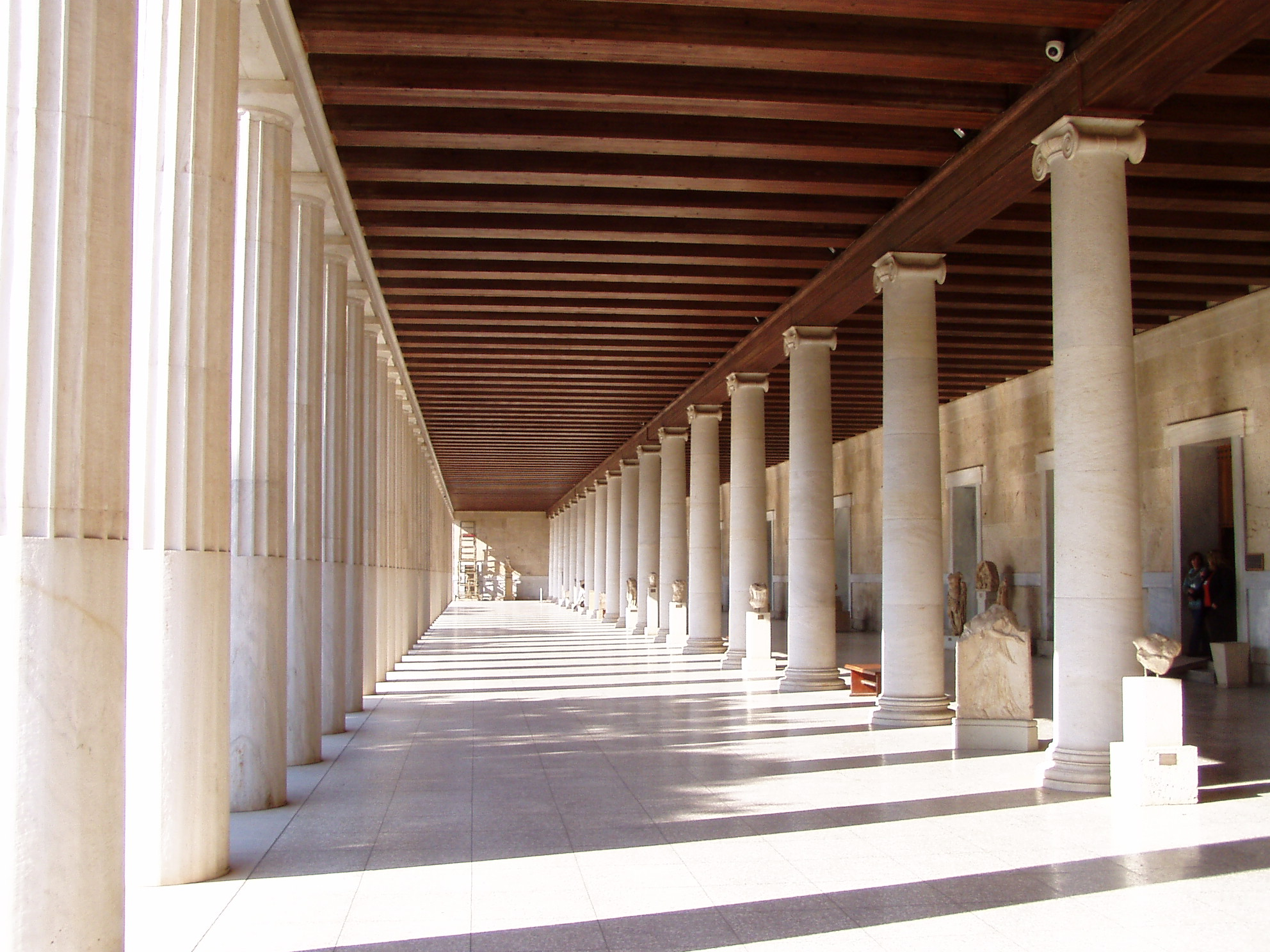
Attalovo sloupořadí v Athénách (rekonstrukce)
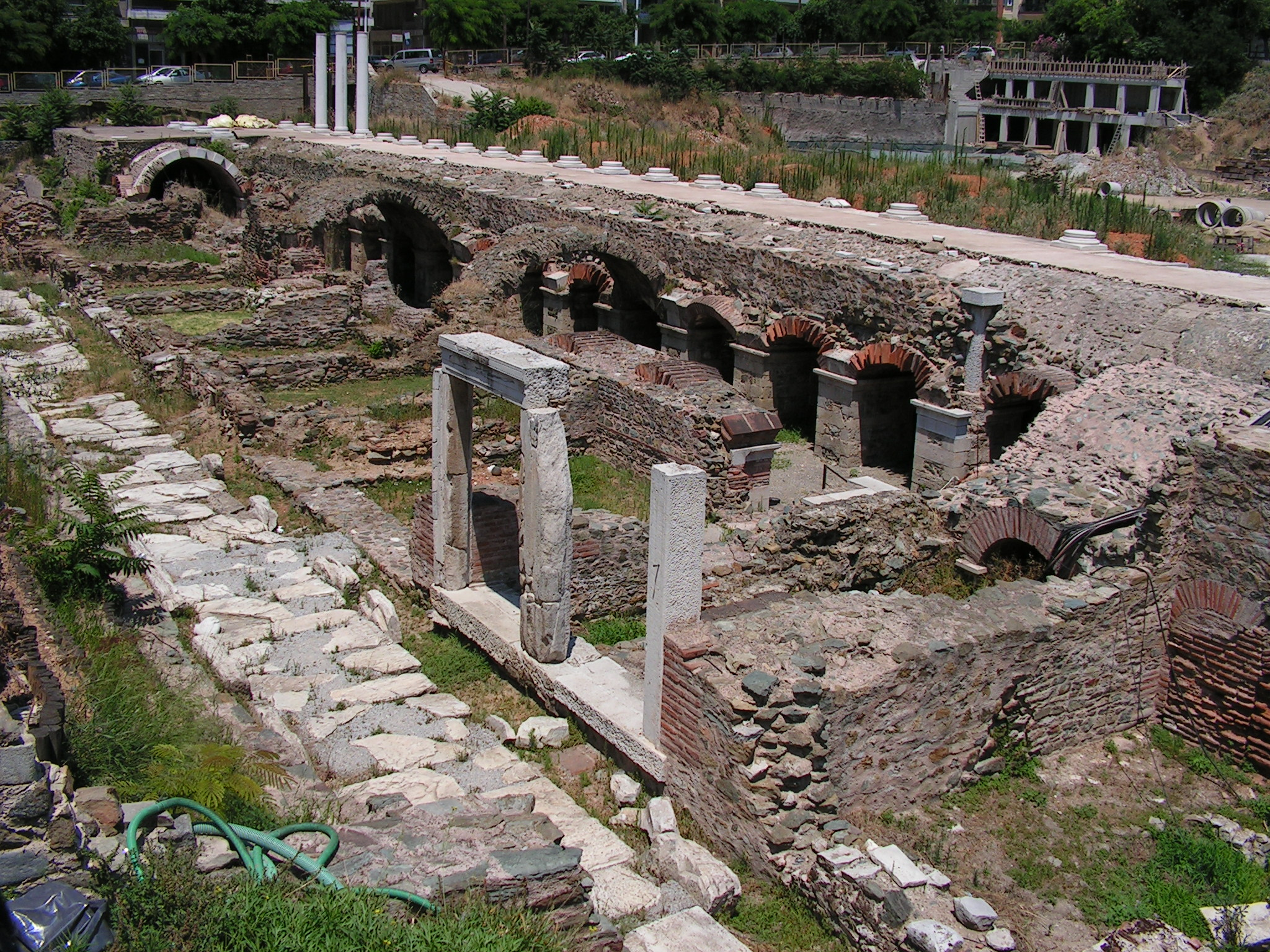
Zbytky agory v Thessaloniki (Soluni)
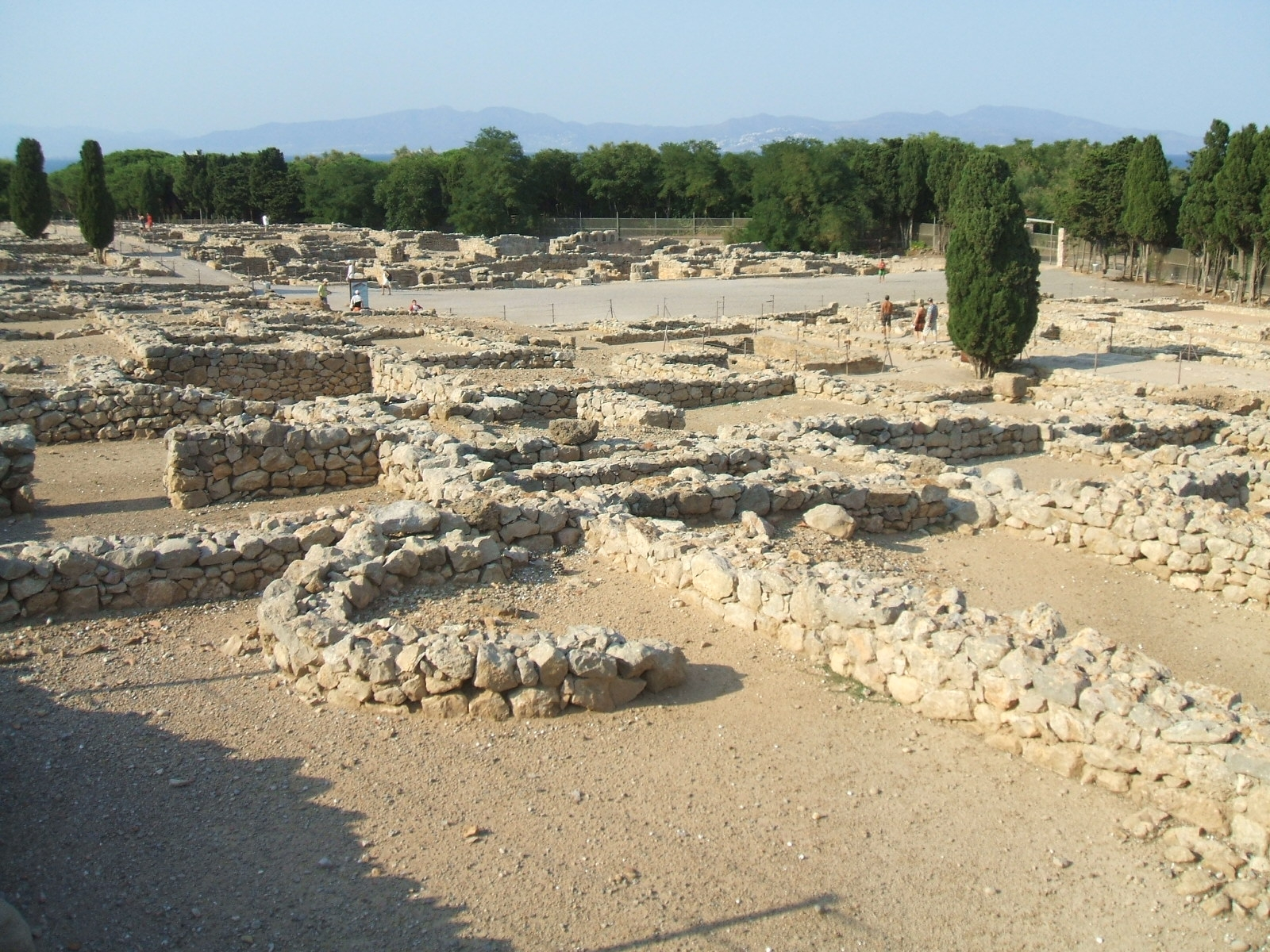
Agora v Empuries, Katalánsko